# حرف‌های مکس
حرف‌های مکس (اسپانیایی: Las palabras de Max‎) فیلمی در ژانر دراما به کارگردانی امیلیو مارتینز-لازارو است که در سال ۱۹۷۸ منتشر شد. این فیلم برنده خرس طلایی از جشنواره فیلم برلین شده است.